# 第2次ドナルド・トランプ政権のタイムライン (2025年Q1)
以下は、2025年1月20日の第47代アメリカ合衆国大統領としての就任から、2025年3月31日の2025年の第1四半期までの、第2次トランプ政権のタイムラインである。大統領当選期間については、ドナルド・トランプの2度目の大統領移行を参照。トランプの最初の数ヶ月の職務の詳細については、ドナルド・トランプの大統領第2期の最初の100日を参照。トランプの旅行の完全な旅程については、ドナルド・トランプ大統領による訪問の一覧 (2025年)を参照。他の四半期に移動するには、ドナルド・トランプ政権のタイムラインを参照。

## タイムライン

### 2025年1月
| 第1週             | |            |
| 日付              | 出来事 | 写真・動画 |
| 1月20日（月曜日） | - ドナルド・トランプが第47代アメリカ合衆国大統領として就任宣誓を行い、J・D・ヴァンスが第50代副大統領として副就任宣誓を行う。 - 就任パレードがキャピタル・ワン・アリーナで行われ、トランプ大統領が支持者に演説した後に多数の大統領令に署名する - トランプ政権が移民申請のためのCBP Oneプログラムをシャットダウンする。 - スージー・ワイルズがアメリカ合衆国大統領首席補佐官に指名される。女性で初めてこの役職に就いた。 - 上院がマルコ・ルビオを第72代アメリカ合衆国国務長官に99–0の投票で承認され、第2次トランプ政権で初めて承認された大臣になる。 - トランプ大統領が2021年アメリカ合衆国議会議事堂襲撃事件で刑事犯罪で起訴された1,500人の被告たちに正式に恩赦を与える。 - トランプ大統領が26の大統領令に署名する。これにより、バイデン大統領が署名した67の大統領令と11の大統領覚書が無効化され、新たな国境執行の拡張の司令が発行され、気候変動のイニシアティブが撤回され、DEIプログラムが抹消され、連邦のメキシコ湾という指定が「アメリカ湾（Gulf of America）に変更され、デナリの連邦名称が2015年以前の名称マッキンリー山に戻され、連邦政府の雇用凍結が開始される。 - トランプ大統領が、ジョン・ボルトン前国家安全保障担当大統領補佐官、ハンター・バイデンのラップトップ・レターの署名者、ボルトンの警備要員を含む50人のセキュリティ・クリアランスを取り消した。 - 就任演説で、トランプ大統領が、2期目の大統領在任中にアメリカ合衆国は領土を拡大すると述べる。これは就任前の発言、カナダを含む他国の領土併合に関する発言と一致していた。         |            |
| 1月21日（火曜日） | - トランプ大統領とヴァンス副大統領が、ワシントン大聖堂での就任の祈りの礼拝に出席する。 - 副大統領ヴァンスがルビオを国務長官として宣誓就任させる。 - トランプ大統領が、AIセクターに5,000億ドルを投資する計画の新しいAIインフラ企業Stargate LLCを発表する。 - トランプ大統領が、ダークネット・マーケットのシルクロード創設者ロス・ウルブリヒトを恩赦する。 - トランプ大統領がすべての連邦政府のDEI事務所の閉鎖を命じ、在籍していた職員に無期限の休暇を命じ、再分類や不明瞭な言葉を使って職員の保護を妨害する特別命令を出す。 - 副大統領ヴァンスがジョン・ハステッドとアシュリー・ムーディを上院に宣誓就任させ、それぞれヴァンスとルビオの空席を埋める。 - トランプ政権が、連邦政府の保健福祉に関する省庁に2月1日または政治任用者に承認されるまであらゆる外部へのコミュニケーションを禁止する命令を出す。 |            |
| 1月22日（水曜日） | - トランプ大統領が、追加の1,500人の現役部隊をアメリカ＝メキシコ国境へ派遣するよう命じる。 - トランプ大統領が、イエメンのフーシを外国テロ組織として再指定する。 - トランプ大統領が、サウジアラビアのムハンマド・ビン・サルマーン皇太子と電話会談を行う。 - トランプ大統領が、マイク・ポンペオ前国務長官およびブライアン・フック元外交官の警護体制を取り消す。 - トランプ政権が、病院、礼拝所、法廷、葬儀、結婚式、学校などの移民を保護していた保護指定区域に対する、オバマ時代の大統領指令の撤回を発表する。 - ドナルド・トランプ大統領の国家安全保障担当補佐官が、政権の人員配置の見直しとトランプのアジェンダへのアラインメントを行う中、約160人の国家安全保障会議（NSC）の補佐官を一時的に業務から外して自宅待機を命令する。 - トランプ大統領が、2度目の就任式前にトランプの警護責任者を務めていたショーン・M・カーランを、アメリカ合衆国シークレットサービス長官に指名する。 |            |
| 1月23日（木曜日） | - トランプ大統領が、スイスで開催された世界経済フォーラムのバーチャルイベントで話す。 - アメリカ合衆国ワシントン州西部地区連邦地方裁判所の上級判事ジョン・C・クーヘナーは、出生市民権を終わらせようとするトランプの大統領令を「露骨に憲法違反（blatantly unconstitutional）」だと言って差し止める。 - 上院が、賛成74、反対25の投票でジョン・ラトクリフをCIA長官として承認する。ラトクリフは同日中にヴァンス副大統領によって宣誓就任した。 - トランプ大統領が、ジョン・F・ケネディ、ロバート・F・ケネディ、マーティン・ルーサー・キング・ジュニアの暗殺に関連するファイルの機密解除を命じる大統領令に署名する - トランプ大統領が、ノースカロライナ州のラムビー族の連邦承認を支持する大統領令に署名する。 - トランプ大統領が、当初バイデン前大統領によって署名されたAIの安全性に関する大統領令を撤回する。2023年に導入されたバイデンの命令は、急速に発達するAI技術に対する安全策を確立することを目的としていた。トランプによる撤回は、彼が「イデオロギー的偏見のないAIイノベーション」と表現するものに焦点を当て、トランプ政権のアプローチを差別化するための象徴的なジェスチャーと見なされている。 - トランプ大統領が、アメリカ国立アレルギー・感染症研究所（NIH）前所長のアンソニー・ファウチの警護体制を解除する。 - ボストン、デンバー、フィラデルフィア、アトランタ、シアトル、マイアミ、ワシントンD.C.、ニューヨーク、ニューアークにおいて、移民・関税執行局（ICE）による注目を集める強制送還が行われ、538人の書類のない移民の人々が拘束される。 |            |

### 2025年3月
| 第9週             | |            |
| 日付              | 出来事 | 写真・動画 |
| 3月17日（月曜日） | - トランプ大統領がTruth Social上で、フーシがさらに攻撃を犯した場合、イランは「結果に苦しむ（suffer the consequences）」と述べる。 |            |
| 3月18日（火曜日） | - 副大統領のヴァンスがAmerican Dynamism Summitで演説する。 - トランプ大統領がロシアの大統領ウラジーミル・プーチンと電話で対談し、ロシアのウクライナ侵攻の停戦交渉を試みる。 - トランプがBoasberg裁判官の罷免を呼びかけた後、最高裁判所首席判事のジョン・ロバーツが、罷免の呼びかけは裁判所の判決への不同意を表明するための適切な反応ではないとトランプを窘める。 - 機密性のために以前は一部公開が差し控えられていたジョン・F・ケネディの暗殺に関するすべての記録が、トランプの大統領令によって機密解除され、公開される。 - トランプ大統領がFTCのコミッショナーであるAlvaro BedoyaとRebecca Slaughterを解雇する。 |            |
| 3月19日（水曜日） | - トランプ大統領が、前日のロシアのウラジミール・プーチン大統領との電話対談のフォローアップ交渉として、ウクライナ大統領ヴォルディミル・ゼレンキーと電話で対談する。 |            |
| 3月20日（木曜日） | - トランプ大統領がアメリカ合衆国教育省の廃止を命令する大統領令に署名する。 |            |
| 3月21日（金曜日） | - トランプ大統領が、ヒラリー・クリントン、カマラ・ハリス、アルビン・ブラッグ、レティティア・ジェームズ、アントニー・ブリンケン、リズ・チェイニーなど、14人のセキュリティ・クリアランスを無効化する。 |            |
| 3月22日（土曜日） | |            |
| 3月23日（日曜日） | |            |
| 第10週            | |            |
| 日付              | 出来事 | 写真・動画 |
| 3月24日（月曜日） | - ジャーナリストのジェフリー・ゴールドバーグをメンバーに誤って追加したことで、トランプ大統領の内閣の複数のメンバーが参加するSignalのグループチャットが漏洩する（アメリカ合衆国政府のグループチャットのリーク事件）。 - アメリカ合衆国郵便公社（USPS）のルイ・デジョイが辞職する。 |            |
| 3月25日（火曜日） | - トランプ大統領が、選挙プロセスの刷新を試みる大統領令に署名する。大統領令には、すべての投票用紙を選挙日までに到着することを要求したり、有権者にアメリカ合衆国市民権の証拠を提供するよう要求する条項が含まれている。 - ジョン・フェランが第79代アメリカ合衆国海軍長官に就任する。 |            |
| 3月26日（水曜日） | - トランプ大統領が、外国からのすべての自動車輸入に対して、1週間後に発効するように設定された25％の関税を課す。 |            |
| 3月27日（木曜日） | - トランプ大統領が、共和党の下院での多数派が僅差である懸念を理由に、エリーゼ・ステファニクへの国連大使の指名を撤回した。 - ルビオ長官が、国務省が少なくとも300件の学生ビザを取り消したと発表する。その多くはガザ虐殺の間にパレスチナ支持のデモを行った学生のものであった。 |            |
| 3月28日（金曜日） | - トランプ内閣の複数人がグリーンランドのピツフィク宇宙軍基地を訪問する。 |            |
| 3月29日（土曜日） | |            |
| 3月30日（日曜日） | - ヘグセフ国防長官が「戦争戦闘（war-fighting）」本部を設立するために日本にアメリカ軍を増強する計画を発表した。 - トランプ大統領が、複雑な問題となるにも関わらず、アメリカ合衆国憲法修正第22条を無視して3期目の大統領になることを示唆する。 |            |
| 第11週            | |            |
| 日付              | 出来事 | 写真・動画 |
| 3月31日（月曜日） | - トランプ大統領がミュージシャンのキッド・ロックと大統領令を署名する。 |            |